# Kanton Saumur
Der Kanton Saumur ist seit 1790 ein französischer Wahlkreis im Arrondissement Saumur, im Département Maine-et-Loire und in der Region Pays de la Loire; sein Hauptort ist Saumur.
Der Kanton wurde im Jahr 2015 von seiner ursprünglichen Bezeichnung Kanton Saumur-Sud auf den aktuellen Namen unter Beibehaltung der Gemeindezuordnungen umbenannt. Lediglich die Stadt Saumur war zuvor auf die Kantone Kanton Saumur-Sud und Kanton Saumur-Nord aufgeteilt und ist nunmehr gänzlich diesem Kanton zugeordnet.

## Gemeinden
Der Kanton besteht aus elf Gemeinden und Gemeindeteilen mit insgesamt 34.211 Einwohnern (Stand: 1. Januar 2022) auf einer Gesamtfläche von 163,46 km²:
| Gemeinde            | Einwohner 1. Januar 2022 | Fläche km² | Dichte Einw./km² | Code INSEE | Postleitzahl |
| ------------------- | ------------------------ | ---------- | ---------------- | ---------- | ------------ |
| Artannes-sur-Thouet | 410                      | 6,61       | 62               | 49011      | 49260        |
| Distré              | 1.812                    | 14,72      | 123              | 49123      | 49400        |
| Fontevraud-l’Abbaye | 1.477                    | 14,82      | 100              | 49140      | 49590        |
| Montsoreau          | 416                      | 5,19       | 80               | 49219      | 49730        |
| Parnay              | 377                      | 6,54       | 58               | 49235      | 49730        |
| Rou-Marson          | 644                      | 12,66      | 51               | 49262      | 49400        |
| Saumur              | 26.074                   | 66,25      | 394              | 49328      | 49400        |
| Souzay-Champigny    | 691                      | 8,92       | 77               | 49341      | 49400        |
| Turquant            | 569                      | 7,86       | 72               | 49358      | 49730        |
| Varrains            | 1.282                    | 3,40       | 377              | 49362      | 49400        |
| Verrie              | 459                      | 16,49      | 28               | 49370      | 49400        |
| Kanton Saumur       | 34.211                   | 163,46     | 209              | 4919       | –            |

## Veränderungen im Gemeindebestand seit 2015
2019:
- Fusion Chacé, Brézé (Kanton Doué-la-Fontaine) und Saint-Cyr-en-Bourg (Kanton Doué-la-Fontaine) → Bellevigne-les-Châteaux (Kanton Saumur und Kanton Doué-la-Fontaine)